# Cathy Freeman
Cathrine Astrid Salome (Cathy) Freeman (Mackay, 16 februari 1973) is een Australische voormalige atlete, die gespecialiseerd was in de 400 m. Ze was olympisch kampioene en ook tweemaal wereldkampioene.

## Loopbaan
In 2000 was Freeman de ster op de Olympische Spelen. Ze ontstak de olympische vlam tijdens de openingsceremonie van de Olympische Spelen van Sydney en won goud op de 400 m.
Reeds in 1990 werd zij verkozen tot Australische jongere van het jaar. Haar eerste internationale succes behaalde ze op de wereldkampioenschappen voor junioren in 1992 door op de 200 m zilver te winnen. In dat jaar werd ze zevende met de Australische 4 x 100 m estafetteploeg op de Olympische Spelen in Barcelona.
Een hoogtepunt in haar carrière bereikte Cathy Freeman in 1994. Ze won op de Gemenebestspelen goud op de 200 m, 400 m en de 100 m horden. Op de 200 m versloeg ze Mary Onyali (22,35 s) uit Nigeria en haar landgenote Melinda Gainsford (22,68). Op de Olympische Spelen van 1996 in Atlanta won ze op de 400 m een zilveren medaille.
Op de Olympische Spelen van 2000, die gehouden werden in haar vaderland, veroverde Freeman het goud op de 400 m. Wellicht was dit wel hét hoogtepunt in de atletiekloopbaan van de Australische, want zij was de eerste Aboriginal die zoiets klaarspeelde. Bovendien was haar gouden medaille de 100ste voor Australië op Olympische Spelen.
Op 15 juli 2003 beëindigde Freeman haar carrière in de atletiek. Ze was niet gemotiveerd genoeg meer om verder te gaan.

## Titels
- Olympisch kampioene 400 m - 2000
- Wereldkampioene 400 m - 1997, 1999
- Gemenebestkampioene 200 m - 1994
- Gemenebestkampioene 400 m - 1994
- Gemenebestkampioene 4 x 400 m - 2002
- Australisch kampioene 100 m - 1996
- Australisch kampioene 200 m - 1990, 1991, 1994, 1996, 2000
- Australisch kampioene 400 m - 1995, 1997, 1998, 1999, 2000, 2003

## Persoonlijke records

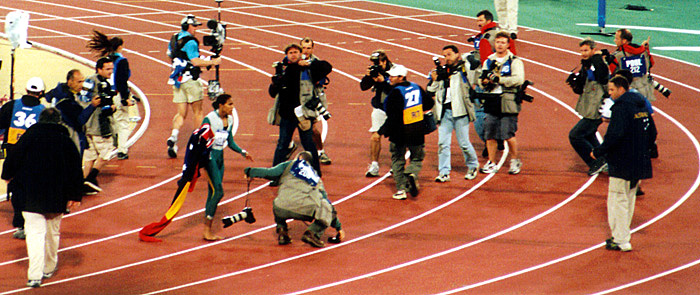
Mediagekte na Cathy Freemans olympische overwinning in Sydney.

Outdoor
| Onderdeel | Prestatie | Datum            | Plaats      |
| --------- | --------- | ---------------- | ----------- |
| 100 m     | 11,24 s   | 5 februari 1994  | Brisbane    |
| 200 m     | 22,25 s   | 26 augustus 1994 | Victoria    |
| 300 m     | 36,42 s   | 3 mei 2003       | Mexico-Stad |
| 400 m     | 48,63     | 29 juli 1996     | Atlanta     |

Indoor
| Onderdeel | Prestatie | Datum         | Plaats  |
| --------- | --------- | ------------- | ------- |
| 60 m      | 7,48 s    | 12 maart 1993 | Toronto |

## Palmares

### 200 m
Kampioenschappen
- 1990: 5e WJK - 23,61 s
- 1992:  WJK - 23,25
- 1994:  Gemenebestspelen - 22,25 s
- 1994:  wereldbeker - 22,72 s
- 1995: 7e Grand Prix Finale - 23,10 s
- 2000: 6e OS - 22,53 s

Golden League-podiumplekken
- 2000:  Meeting Gaz de France – 22,62 s

### 400 m
Kampioenschappen
- 1994:  Gemenebestspelen - 50,38 s
- 1994:  Grand Prix - 50,04 s
- 1995: 4e WK - 50,60 s
- 1996:  OS - 48,63 s
- 1996:  Grand Prix - 49,60 s
- 1997:  WK - 49,77 s
- 1999:  WK - 49,67 s
- 2000:  OS - 49,11 s

Golden League-podiumplekken
- 1999:  Herculis – 49,76 s
- 2000:  Bislett Games – 50,74 s
- 2000:  Herculis – 49,48 s
- 2000:  Memorial Van Damme – 49,78 s

### 4 x 100 m estafette
- 1999:  WK indoor - 3.26,87 (AR)

### 4 x 400 m estafette
- 1999: 6e WK - 3.28,04
- 2002:  Gemenebestspelen - 3.25,63

## Onderscheidingen
- Australiër van het jaar - 1998
- Laureus World Sports Award - 2001

1964: Betty Cuthbert ·
1968: Colette Besson ·
1972: Monika Zehrt ·
1976: Irena Szewińska ·
1980: Marita Koch ·
1984: Valerie Brisco-Hooks ·
1988: Olga Bryzgina ·
1992: Marie-José Pérec ·
1996: Marie-José Pérec ·
2000: Cathy Freeman ·
2004: Tonique Williams-Darling ·
2008: Christine Ohuruogu ·
2012: Sanya Richards-Ross ·
2016: Shaunae Miller ·
2020: Shaunae Miller ·
2024: Marileidy Paulino
1983 Jarmila Kratochvílová ·
1987 Olga Bryzgina ·
1991 Marie-José Pérec ·
1993 Jearl Miles-Clark ·
1995 Marie-José Pérec ·
1997 Cathy Freeman ·
1999 Cathy Freeman ·
2001 Amy Mbacke Thiam ·
2003 Ana Guevara ·
2005 Tonique Williams-Darling ·
2007 Christine Ohuruogu ·
2009 Sanya Richards ·
2011 Amantle Montsho ·
2013 Christine Ohuruogu ·
2015 Allyson Felix ·
2017 Phyllis Francis ·
2019 Salwa Eid Naser ·
2022 Shaunae Miller-Uibo ·
2023 Marileidy Paulino
Mannen: 2000: Tiger Woods · 2001: Tiger Woods · 2002: Michael Schumacher · 2003: Lance Armstrong · 2004: Michael Schumacher · 2005: Roger Federer · 2006: Roger Federer · 2007: Roger Federer · 2008: Roger Federer · 2009: Usain Bolt · 2010: Usain Bolt · 2011: Rafael Nadal · 2012: Novak Djokovic · 2013: Usain Bolt · 2014: Sebastian Vettel · 2015: Novak Djokovic · 2016: Usain Bolt · 2017: Novak Djokovic · 2018: Roger Federer · 2018: Novak Djokovic · 2020: Lewis Hamilton en Lionel Messi · 2021: Rafael Nadal · 2022: Max Verstappen · 2023: Lionel Messi

Vrouwen: 2000: Marion Jones · 2001: Cathy Freeman · 2002: Jennifer Capriati · 2003: Serena Williams · 2004: Annika Sörenstam · 2005: Kelly Holmes · 2006: Janica Kostelić · 2007: Jelena Isinbajeva · 2008: Justine Henin · 2009: Jelena Isinbajeva · 2010: Serena Williams · 2011: Lindsey Vonn · 2012: Vivian Cheruiyot · 2013: Jessica Ennis · 2014: Missy Franklin · 2015: Genzebe Dibaba · 2016: Serena Williams · 2017: Simone Biles · 2018: Serena Williams · 2019: Simone Biles · 2020: Simone Biles · 2021: Naomi Osaka · 2022: Elaine Thompson-Herah · 2023: Shelly-Ann Fraser-Pryce
- Australian Women's Register: AWE1088b
- Catàleg d'autoritats de noms i títols de Catalunya: 981058524751406706
- Gemeinsame Normdatei: 129187011
- World Athletics: 14272094
- International Standard Name Identifier: 0000 0001 1513 1220
- Library of Congress Control Number: n98085760
- Nationale bibliotheek van Australië: 35359083
- Nederlandse Thesaurus van Auteursnamen: 073052965
- Système universitaire de documentation: 224295535
- Trove: 507168
- Virtual International Authority File: 166876053
- WorldCat: E39PBJd3RhwF9cytG9KyGjtVG3